# Mis(s)verkiezing
Mis(s)verkiezing is een missverkiezing voor mooie vrouwen met een handicap, uitgezonden op televisie, naar het idee van Lucille Werner.
De winnares zal een jaar lang ambassadrice voor Onbeperkt Nederland zijn, en zich inzetten voor de verbetering van de positie van gehandicapten in de Nederlandse samenleving. Het programma werd eind mei 2006 voor het eerst door de TROS uitgezonden. Roos Prommenschenckel won de verkiezing toen. Op 6 juni 2007 werd Reni de Boer winnares van de Mis(s)verkiezing 2007.
De rechten voor het programma zijn verkocht aan bedrijven in Groot-Brittannië, Duitsland, Frankrijk en de Verenigde Staten.
In 2008 werd het programma opgevolgd door CAPawards, waaraan later ook de juniorvariant Cappies werd toegevoegd.

## 2017
In 2017 keerde het programma terug bij SBS6. De presentatie was in handen van initiatiefneemster Lucille Werner samen met Kees Tol. De jury bestond uit oud-winnares Roos Prommenschenckel, voormalig Miss Universe Kim Kötter en oud-profvoetballer Evgeniy Levchenko. Winnares was Mirande Bakker-Brouwer. Premier Mark Rutte kroonde haar met een gouden diadeem.